# Niphetogryllacris reunionis
Niphetogryllacris reunionis är en insektsart som först beskrevs av Heinrich Hugo Karny 1932.  Niphetogryllacris reunionis ingår i släktet Niphetogryllacris och familjen Gryllacrididae. Inga underarter finns listade i Catalogue of Life.